# Anis Ayari
Anis Ayari (arab. أنيس العياري; ur. 16 lutego 1982 r. w Lazhar) – tunezyjski piłkarz występujący na pozycji obrońcy; Od 2007 roku jest zawodnikiem Étoile Sportive du Sahel.